# Liorhabdus beebei
Liorhabdus beebei är en mångfotingart som beskrevs av Chamberlin 1950. Liorhabdus beebei ingår i släktet Liorhabdus och familjen Chelodesmidae. Inga underarter finns listade i Catalogue of Life.